# جان بول دي جونغ
جان بول دي جونغ (بالهولندية: Jean-Paul de Jong)‏ (17 أكتوبر 1970 أوترخت هولندا - ) هو لاعب كرة قدم هولندي يلعب كلاعب وسط.

## وصلات خارجية
جان بول دي جونغ على موقع قاعدة بيانات كرة القدم.إي يو (الإنجليزية)
- جان بول دي جونغ على موقع بيانات كرة القدم. دي إي (الألمانية)
- جان بول دي جونغ على موقع ليكيب (الفرنسية)
- جان بول دي جونغ على موقع عالم كرة القدم.نت (الإنجليزية)